# 제12회 부산국제영화제
제12회 부산국제영화제는 2007년 10월 4일부터 2007년 10월 12일까지 열린 영화제이다. 부산 해운대, 남포동에서 개최되었다.

## 수상

### 뉴 커런츠상
- 궤도 - 김광호 수상
- 원더풀 타운 - 아딧야 아사랏 수상
- 주머니 속의 꽃 - 셍 탓 리우 수상
- 아 바오 아 큐 - 카토 나오키
- 끝없는 밤 - 판 지안린
- 신 인간 개 - 천 싱잉
- 은하해방전선 - 윤성호
- 나의 노래는 - 안슬기
- 공원과 러브호텔 - 구마사카 이즈루
- 톤도 사람들 - 짐 리비란

### 선재상
- 영향 아래 있는 남자 - 정주리 수상
- 웅이 이야기 - 이하송 수상

### 운파상
- 할매꽃 - 문정현 수상

### 넷팩상 (아시아영화진흥기구상)
- 처음 만난 사람들 - 김동현 수상
- 검은 땅의 소녀와 - 전수일 수상

### 국제영화평론가 협회상
- 빨간 콤바인 - 차이상준 수상

### KNN 관객상
- 주머니 속의 꽃 - 셍 탓 리우 수상

### 올해의 아시아 영화인상
- 에드워드 양 감독 수상

### 한국영화공로상
- 사브리나 바라체티 수상
- 장 프랑수아 로제 수상

### 갈라 프레젠테이션
- 881 - 로이스톤 탄
- 빨간 풍선 - 허우 샤오시엔
- M - 이명세
- 천년학 - 임권택

### 아시아영화의 창
- 10+4 - 마니아 악바리
- 영원으로 가는 사흘 - 리리 리자
- 마을에 부는 산들바람 - 야마시타 노부히로
- 비가 내리기 전 - 산토시 시반
- 부처는 수치심 때문에 붕괴되었다 - 하나 마흐말바프
- 츄가 - 다레잔 오미르바예프
- 크로우즈 제로 - 미이케 다카시
- 엑소더스 - 펑하오샹
- 입양아 - 브릴얀테 멘도사
- 프로즌 - 쉬바지 찬드라부샨
- 푸지안 블루 - 웡 셔우밍
- 후누케 사랑을 보여줘 바보야 - 요시다 다이하치
- 구루 - 마니 라트남
- 도와줘, 에로스 - 이강생
- 머나먼 하늘로 사라진 - 유키사다 이사오
- 나레수안 왕 - 차트리찰레름 유콘
- 개 같은 사랑 - 장밍
- 야간 버스 - 키우마르스 푸라마흐드
- 야간 열차 - 댜오 이난
- 세상에서 가장 큰 집을 가진 남자 - 추이 즈언
- 피사이 - 아우라에우스 솔리토
- 플로이 - 펜엑 라타나루앙
- 먼지 속의 삶 - 간 샤아오어
- 리버 피플 - 지엔준 허
- 새드 베케이션 - 아오야마 신지
- 새총 - 브릴얀테 멘도사
- 솔로스 - 칸 루메 외 1명
- 여름의 끝자락 - 청 원탕
- 가장 먼 길 - 린 징지에
- 사진 - 난 트리베니 아크나스
- 사랑의 예감 - 코바야시 마사히로
- 태양은 다시 떠오른다 - 강문
- 보이지 않는 - 위시트 사사나티엥
- 눈밭 속의 세 사람 - 나기 네마티
- 투야의 결혼 - 왕취엔안
- 샤오린 샤오리 - 장 먀오옌
- 제로 존 - 아린담 미트라

### 한국영화의 오늘 - 파노라마
- 숨 - 김기덕
- 도화지 - 김선희
- 황진이 - 장윤현
- 오래된 정원 - 임상수
- 극락도 살인사건 - 김한민
- 밀양 - 이창동
- 우아한 세계 - 한재림
- 좋지 아니한가 - 정윤철
- 수 - 최양일
- 스페어 - 이성한

### 한국영화의 오늘 - 비전
- 경계 - 장률
- 도다리 - 박준범
- 여기보다 어딘가에 - 이승영
- 저수지에서 건진 치타 - 양해훈
- Written - 김병우한국영화회고전
- 마부 - 강대진
- 돼지꿈 - 한형모
- 마음의 고향 - 윤용규(영어판)
- 삼등과장 - 이봉래
- 검사와 여선생 - 윤대룡
- 로맨스 빠빠 - 신상옥
- 자유만세 - 최인규
- 자유부인 - 한형모
- 박서방 - 강대진
- 피아골 - 이강천
- 사화산 - 고영남
- 미몽 - 양주남
- 돈 - 김소동
- 시집가는 날 - 이병일
- 서울의 지붕 밑 - 이형표

### 월드 시네마
- 4개월, 3주... 그리고 2일 - 크리스티안 문주
- 여배우들 - 발레리아 브루니 테데스키
- 오후 - 앙겔라 샤넬렉
- 그가 떠난 후 - 가엘 모렐
- 아르민 - 오그넨 스빌리치츠
- 나쁜 버릇 - 시몬 브로스
- 겨울의 해변 - 고란 파스칼레비치
- 검은 태양 - 크지쉬토프 자누쉬
- 컨트롤 - 안톤 코르빈
- 크로스 라이프 - 클레어 맥카시
- 역의 로망 - 끌로드 를르슈
- 달링 - 요한 클링
- 탬버린 계곡 - 이네 살림
- 두쉬카 - 요스 스텔링
- 특별한 귀환 - 짐 트리플턴
- 에즈라 - 뉴턴 I. 아두아카
- 파두 - 카를로스 사우라
- 북극(영어판) - 아시프 카파디아
- 개러지 - 레니 에이브러햄슨
- 할램 포 - 데이빗 맥킨지
- 말 도둑 - 미샤 발드
- 하운드 - 안 크리스틴 라이엘스
- 허더스필드 - 이반 지브코비치
- 세 자매 - 테오나 스트루가르 미테브스카
- 열망(러시아어판) - 타티아나 보로넷츠카야
- 이슈카의 여정 - 처버 볼로크
- 자유로운 세계 - 켄 로치
- 살인의 기억 - 발타자르 코루마쿠르
- 킹스 - 톰 콜린스
- 럭키 마일 - 마이클 제임스 롤랜드
- 뒷 이야기 - 누리 부지드
- 메이지 - 다렐 루트
- 미루스 - 마리우스 홀스트
- 무툼 - 산드라 코거트
- 형은 외아들 - 다니엘레 루체티
- 야경 - 피터 그리너웨이
- 노말 - 칼 베세이
- 백 개의 못 - 에르마노 올미
- 아버지 - 크리스토퍼 잘라
- 파라노이드 파크 - 구스 반 산트
- 페어런트 - 라그나 브라가손
- 두뇌 길들이기 - 한스 바인가르트너
- 9월 - 피터 카스테어즈
- 합선 - 야네즈 라파녜
- 침묵의 빛 - 카를로스 레이가다스
- 침묵의 거주자 - 크리스티안 프로쉬
- 고독의 편린 - 하이메 로살레스
- 아들의 소망 - 벤자민 길모어
- 단계들 - 마이케 더 용
- 삶의 조건 - 샹탈 애커만 외 4명
- 희망 - 베르나르 에몽
- 무지의 시대 - 데니 아르캉
- 추방 - 안드레이 즈비아긴체프
- 잠수종과 나비 - 줄리앙 슈나벨
- 호반의 여인 - 안드레아 몰라이올리
- 타인 - 아리엘 로테르
- 신부님의 화장실 - 세자르 샬론 외 1명
- 남은 자는 침묵한다 - 나에 카란필
- 거짓의 법칙 - 로베르트 세들라체크
- 영웅은 없다 - 파올로 프란키
- 노란 집 - 아모르 하카르
- 시간은 흘러가고 - 고란 파스칼레비치
- 죽어야할 때 - 도로타 케드지에르자브스카
- 그들 각자의 영화관 - 테오도로스 앙겔로플로스
- 0시를 향하여 - 파스칼 토머스
- 울잔 - 폴커 슐렌도르프 외 1명
- 그날 - 자콥 베르제
- 언피니쉬드 스카이 - 피터 던컨
- 휴가 - 토머스 아슬란
- 자유로운 새 - 야니스 칼레이스 외 3명
- 백야 - 야니크 요한센
- 볼프스베르겐 - 나누크 레오폴드
- 유, 더 리빙 - 로이 앤더슨

### 플래시 포워드
- 박싱 데이 - 크리브 스텐더스
- 맞수 - 얀 보니
- 프랑스 - 세르쥬 보종
- 젤리피쉬 - Shira Geffen 외 1명
- 마그누스 - 카드리 크뢰우사르
- 무뉴랑가보 - 정이삭
- 리자 - 타이푼 피셀리모글루
- 부정적으로 생각하기 - 바르드 브레이엔
- 집행자 - 알렉세이 미스기레프
- 링 - 아나이스 바르보 라발레트
- 웨스트 32번가 - 마이클 강

### 와이드 앵글
- 애플시드 - 엑스 머시나 - 아라마키 신지
- 벡실 - 2077년 일본 쇄국 - 소리 후미히코
- 155 마일 - 이형석
- 00씨의 하루 - 박정훈
- 안드레이 타르코프스키 - 아르센 아자티안 외 1명
- 단지 상상일 뿐 - 아크람 코쉬박트
- 버려진 아이 - 간 차오
- 자폐증: 뮤지컬 - 트리시아 레건
- 전장에서 나는 - 공미연
- 아름다운 밤 - 김혜옥
- 시작 - 파블레 뷰코비치
- 작은 여자 큰 여자 그 사이에 낀 남자 - 에피소드 2 - 서동일
- 빌보드레코드 - 배찬동
- 빙아이 - 펭 얀
- 아이들은 잠시 외출했을 뿐이다 - 남다정
- 중국 영화의 어제와 오늘 - 위베르 뇨그레
- 코카 재배인 - 알레한드로 랜디스
- 콘택트 - 한로 스미츠만
- 초롤케의 딸 - 박미선
- DMZ - 요우니 호카넨 외 1명
- 적의 사과 - 이수진
- 얼굴 - 세이케 미카
- 판타스틱 자살 소동 - 박수영 외 2명
- 불 - 라일라 파칼니나
- 분열 - 창 쿤이
- 풀 메탈 빌리지 - 조성형
- 기린과 아프리카 - 김민숙
- 할머니 - 안소니 첸
- 그녀의 이름은 사빈 - 상드린 보네르
- 전쟁에서의 마지막 희망 - 수프리요 센
- 별별 이야기 2 - 여섯 빛깔 무지개 - 권미정 외 다수
- 보이지 않는 도시 - 탄 핀핀
- 진옥 언니, 학교 가다 - 김진열
- 불을 지펴라 - 이종필
- 소리 아이 - 백연아
- 메이
- 모자이크 - 장희철
- 여자친구가 아니야 - 탄 추이무이
- 무죄 - 김희철
- 페르시안 카펫 - 압바스 키아로스타미
- 필승必勝 Ver 2.0 연영석 - 태준식
- 날아간 뻥튀기 - 방은진
- 강변북로 - 유성엽
- 소닉 미러 - 미카 카우리스마키
- 기념일 - 아리아니 다르마완
- 목욕 - 이미랑
- 딸들에게 기적이 - 최혜정
- 프랑스 중위의 여자 - 백승빈
- 극성 모기와 그 밖의 이야기들 - 안드레이 파우노프
- 벌거벗은 여름 - 오카베 겐지
- 더 픽쳐스 - 이병협
- 젊은 날의 초상화 - 이병수
- 엽서 - 김준표
- 가방 속의 비밀 - 린 타이저우
- 바람의 비밀 - 왕 옌니
- 날개 - 밧문 수바아타르
- 평행선 - 만수르 헤이다리
- 언니 - 계운경
- 소피아와 호나스 - 엘리사 밀러
- 주말 - 클라우디아 바레장
- 야스쿠니 - 리잉
- 알게 될 거야 - 김영제
- 슈거 랜드 - 바박 나자리
- 죽을 지도 몰라 - 호 유항
- 파란 지붕 - 우 밍진

### 오픈 시네마
- 천당구 - 진혁리
- 치니 쿰 - R. 발키
- 클로즈드 노트 - 유키사다 이사오
- 히어로 - 극장판 - 스즈키 마사유키
- 악단의 방문 - 에란 콜리린
- 피아노의 숲 - 고지마 마사유키
- 여름이 준 선물 - 이영재

### 미드나잇 패션
- 보디가드 2 - 페치타이 웡캄라오
- 대일본인 - 마츠모토 히토시
- 필름 누아르 - D. 저드 존스
- 인사이드 - 알렉산드레 버스틸로 외 1명
- 쾌락 공장 - 에카차이 우에크롱탐
- 추적 - 케네스 브래너
- 스키야키 웨스턴: 장고 - 미이케 다카시
- 어밴던드 - 나초 세르다
- 페리맨 - 크리스 그래험
- 사랑에서 영혼으로 - 등화도
- 트라이앵글 - 두기봉
- 울프하운드 - 니콜라이 레베데프

### 특별전
- 고령가 소년 살인사건 - 에드워드 양
- 독립시대 - 에드워드 양
- 하나 그리고 둘 - 에드워드 양
- 죽을 지도 몰라 - 호 유항
- 파란 지붕 - 우 밍진
- 사랑(말레이어판) - 카비르 바티아
- 댄싱 벨 - 디팍 쿠마란 메논
- 하문 - 다리우스 메흐르지
- 광음적고사 - 에드워드 양
- 레일라 - 다리우스 메흐르지
- 마작 - 에드워드 양
- 여름연가 - 야스민 아흐마드
- 산투리 - 다리우스 메흐르지
- 타이페이 스토리 - 에드워드 양
- 공포분자 - 에드워드 양
- 해탄적일천 - 에드워드 양
- 소 - 다리우스 메흐르지
- 배나무 - 다리우스 메흐르지
- 빌리지 피플 라디오 쇼 - 아미르 무하마드
- 우리가 사랑에 빠졌을 때에 할 수 있는 것들 - 제임스 리
- 주머니 속의 꽃 - 셍 탓 리우
- 여자친구는 아니야 - 탄 추이무이